# Plover (hrabstwo Portage)
Plover – miasto w Stanach Zjednoczonych, w stanie Wisconsin, w hrabstwie Portage.